# 萨尔瓦多·蒙卡达
萨尔瓦多·恩里克·蒙卡达爵士（英語：Sir Salvador Enrique Moncada，1944年12月3日—），洪都拉斯裔英国药理学家，曼彻斯特大学荣誉教授。现任洪都拉斯驻华大使。

## 生平
1944年生于洪都拉斯特古西加尔巴，1948年搬至萨尔瓦多。1962年至1970年，在萨尔瓦多大学医学院学习。1971年赴英国皇家外科学院药学系深造，师从約翰·范恩，1983年获理学博士学位。曾在洪都拉斯國立自治大學、貝肯翰姆惠康研究实验室从事科学研究。1996年开始在伦敦大学学院沃尔夫森医学研究所工作。1998年和比利时公主玛丽-埃斯梅拉达结婚。2010年获封下級勳位爵士。2013年开始在曼彻斯特大学工作，担任生物医药与健康学院肿瘤系主任。2023年6月3日，洪都拉斯總統宣佈任命萨尔瓦多·蒙卡达出任洪都拉斯駐華大使。

## 轶事
1998年，诺贝尔生理学或医学奖被授予穆拉德、佛契哥特及伊格纳罗，以表彰他们发现了一氧化氮是心血管调节血压和血流的信号分子。而蒙卡达早在1987年用实验直接证明了血管内皮舒张因子就是一氧化氮，却无缘诺贝尔奖。

## 荣誉
学术荣誉
- 皇家学会院士（1988年）[7]
- 欧洲科学院院士（1992年）[8]
- 美国国家科学院外籍院士（1994年）
- 倫敦皇家內科醫師學會院士（1994年）
- 伦敦大学学院荣誉院士（1999年）
- 意大利猞猁之眼国家科学院院士（2005年）[9]
- 宗座科学院院士（2016年）

荣誉博士
- 西奈山伊坎医学院荣誉博士（1995年）
- 巴黎第六大学荣誉博士（1997年）
- 爱丁堡大学荣誉博士（2000年）
- 马德里自治大学荣誉博士（2017年）[10]

奖项
- 阿斯图里亚斯亲王奖科学技术奖（1990年）[11]
- 皇家獎章（1994年）
- 皇家醫學會金质奖章（2000年）
- 德布勒森大学德布勒森分子医学奖（2011年）[12]